# Pielesz
Pielesz – polski herb szlachecki, nadawany głównie na ziemi litewskiej, podlaskiej i białoruskiej.

## Opis herbu
W polu czerwonym dwa miecze o srebrnych głowniach i rękojeściach złotych, na opak, skrzyżowane.
Klejnot: Trzy pióra strusie.
Labry: Czerwone, podbite srebrem.

## Herbowni
Najkompletniejszą dotąd listę herbownych używających Pielesza przedstawił Tadeusz Gajl:
Badowski, Baniewicz, Białosuknia, Bichniewicz, Bieniawski, Bieniewski, Broksza, Butowt, Buttowd, Buttowt, Chotkowski, Chraniewicz, Ciborowski, Czapiewski, Dabszewicz, Dobszewicz, Dranuszwicz, Drauszwicz, Dumrowski, Firant, Garbowski, Gołocki, Grzyb, Imbra, Jelski, Jemielicz, Jemielita, Jemielity, Jemielski, Katyński, Kietowicz, Klimantowicz, Klimontowicz, Kossykowski, Koszykowski, Kośnicki, Kotowicz, Kurzyna, Kwapiszewski, Kwaszniński, Kwaśnicki, Kwaśniewski, Kwaśniński, Laudgin, Laugmin, Lawdgin, Łukowicz, Micuński, Mikulski, Mocarski, Musiałowicz, Petrażycki, Petryżycki, Pielaczyński, Pielasz, Pielesz, Pieleszyc, Pieślak, Pietrażycki, Pietreżycki, Pnuszak, Połowiecki, Popkowski, Praszkiewicz, Pruszak, Pruszakiewicz, Pukiński, Rusel, Russel, Ruszel, Tokosz, Wieszeniewski, Wojnowski, Wołejszo, Wołochowicz, Złoty.
Pruszak-Czapiewski to rodzina kaszubska, zaliczona do tego herbu przez Emiliana Szeligę-Żernickiego, być może błędnie.